# Webmail
Webmail is de algemene benaming voor een webapplicatie die het mogelijk maakt om e-mail te gebruiken via een webgebaseerde gebruikersinterface. Doordat webmail gebruikmaakt van HTML (of een andere webstandaard zoals XML in combinatie met XSLT) is het op dezelfde wijze te gebruiken als een gewone website. Hierdoor is het mogelijk om overal ter wereld gebruik te maken van e-mail zonder een apart e-mailprogramma te hoeven installeren.
Van webmail wordt wel gezegd dat het daarmee mogelijk is vanaf iedere computer met een internetverbinding mail te ontvangen. Wel heeft men een webbrowser nodig, maar deze kan men gebruiken zonder daar instellingen te veranderen. Wanneer men een speciaal e-mailprogramma wil gebruiken zal men daarin alle accountgegevens moeten invoeren, en na afloop weer wissen. Ook het gebruik van een SMTP-server, voor het verzenden van de e-mail, kan een probleem zijn, omdat sommige e-mailproviders dit alleen op hun eigen netwerk accepteren. Daarnaast is een e-mailprogramma vaak niet beschikbaar, zoals op computers in een internetcafé. Webmail van de grote spelers op het web is weliswaar gratis, maar er zijn ook meer risico's voor de privacy. De grote Amerikaanse bedrijven als Yahoo! en Google zijn in het verleden al veroordeeld omdat ze het niet te nauw namen met de bescherming van de privacy van de klanten en voor het verkopen van de metadata aan commerciële bedrijven. De Europese unie is bezig met een wet hieromtrent. Wie zijn data en privacy graag beschermd ziet tegen o.a. hackers en ongewenst snuffelende providers schaft zich best een betaalde account aan bij een betrouwbaar bedrijf.
Populaire opensource-webmailprogramma's zijn:
- Proton Mail
- IMP (Internet Messaging Program)
- K-9 Mail

Enkele bekende webmaildiensten zijn:
- Freemail (1996-2006)
- Hotmail (Microsoft)
- Yahoo! Mail (Yahoo!)
- Gmail (Google)